# David Bianciardi
David Bianciardi detto Sagrino (Siena, 21 ottobre 1827 – ...) è stato un fantino italiano.
Disputò 7 volte il Palio di Siena tra il 1845 ed il 1852, vincendo in 3 occasioni e sempre il 2 luglio.

## Carriera
La carriera paliesca di Sangrino fu davvero breve: solo sette Palii corsi, ma ben tre vittorie di cui l'ultima, quella del 2 luglio 1849, con il cavallo scosso.
Fu quella una corsa molto chiacchierata e dai lunghi strascichi giudiziari. Il lotto dei cavalli di quel Palio era abbastanza eterogeneo: nessuno di essi aveva mai vinto e sette di essi erano debuttanti. Tra i fantini figuravano invece gli affermati Campanino e Gobbo Saragiolo; Sagrino era alla sua quinta presenza in Piazza del Campo, e già figurava due volte tra i vincitori.
La cronaca ci racconta che, poco prima di partire, Sagrino scese di sua volontà al canape, essendo affetto da malattia venerea che gli impediva di stare a cavallo. Sceso a terra, col nerbo incitò il proprio cavallo, il morello balzano di proprietà del mugnaio Cesare Vigni di Vescovado. Alla partenza scattarono in testa Istrice e Tartuca, le quali ben presto si ostacolarono, permettendo il sorpasso al Gobbo Saragiolo nel Leocorno. Tuttavia una caduta del Nicchio, con il quale il Gobbo era in lotta, coinvolse anche quest'ultimo: in testa alla "carriera" passò la Giraffa con Giuseppe Buoni detto Figlio di Bonino.
La vittoria giraffina sembrava ormai certa, dopo quarantadue anni di attesa; ma incredibilmente il cavallo del Valdimontone, partito scosso, riuscì a completare una superba rimonta, regalando il successo ai montonaioli ed a Sagrino.
L'esito della corsa suscitò innumerevoli polemiche perché per molte persone quello fu un gioco premeditato e perciò avrebbe reso illegale la vittoria. In particolare la Giraffa, arrivata seconda, cercò di far valere le proprie ragioni. La contrada di Provenzano si appellò perfino al tribunale di prima e seconda istanza, ma in tutti e due i gradi di giudizio le venne dato torto ed il 6 giugno 1851 venne condannata a pagare anche le spese processuali (250 lire dell'epoca). Per la Giraffa, dopo il danno anche la beffa: a seguito di questo episodio, il Comune inserì la norma che vietava esplicitamente che i fantini scendessero volontariamente da cavallo per farlo correre scosso.
Bianciardi non vinse più il Palio di Siena, terminando la propria carriera paliesca il 2 luglio 1852 con una caduta, proprio nel giorno in cui la Giraffa centrava la vittoria dopo 45 anni di attesa grazie al vetturino Agostino Viligiardi detto Cilla.

## Presenze al Palio di Siena
| Palio          | Contrada     | Cavallo                | Note   |
| -------------- | ------------ | ---------------------- | ------ |
| 2 luglio 1845  | Leocorno     | Morello di L. Barbetti |        |
| 2 luglio 1846  | Civetta      | Baio di B. Bianciardi  |        |
| 16 agosto 1846 | Bruco        | Baio di G. Senesi      |        |
| 4 luglio 1847  | Torre        | Baio di L. Turillazzi  |        |
| 2 luglio 1849  | Valdimontone | Morello di C. Vigni    | scosso |
| 2 luglio 1850  | Lupa         | Morello di F. Betti    |        |
| 2 luglio 1852  | Oca          | Morello di A. Roi      | scosso |